# Mouriri duckeanoides
Mouriri duckeanoides är en tvåhjärtbladig växtart som beskrevs av Thomas Morley. Mouriri duckeanoides ingår i släktet Mouriri och familjen Melastomataceae. Inga underarter finns listade i Catalogue of Life.